# Balbura
Balbura (in greco antico: Βάλβουρα?) è un'antica città dell'Asia Minore, nel nord della Licia, in Turchia.
Il mitico fondatore della città era il ladrone licio Balburos. Balbura apparteneva in epoca tardo ellenistica a una federazione di quattro città (Tetrapolis) sotto la guida di Cibira, che circa nell'84-82 a.C. fu sciolta dai Romani. La città quindi divenne un membro della Confederazione licia e con questa divenne parte della provincia di Licia e Panfilia. Nella tarda antichità, la città era sede di un vescovo; La sede titolare di Balbura della Chiesa cattolica romana risale a questa diocesi antica.
La città sorgeva presso il villaggio turco di Çölkayiği. La collina dell'acropoli si trova a circa 90 metri sopra la piana di Katara, la quale si trova a 460 m sopra il livello del mare. Le rovine occupano uno spazio considerevole su entrambi i lati di un torrente. A Balbura ci sono due teatri; uno è sul lato sud della collina dell'acropoli, e l'altro è in una conca nella parte anteriore della montagna sul lato sud del torrente: la cavità nella montagna formava la cavea. A Katara ci sono anche resti di numerosi templi, e di chiese cristiane. Inoltre, sono conservate alcune tombe, specialmente i sarcofagi. Il nome etnico Βαλβουρεύς si verifica su due iscrizioni almeno a Katara. Il sito è stato scoperto da Hoskyn e Forbes. Balbura faceva parte con altre due città, Bubon e Oenoanda, di un distretto chiamato Cabalia,  detto da Strabone Cabalis.
Balbura batteva moneta propria durante l'età ellenistica e durante il regno di Caligola.